# 水中攻撃指揮装置
水中攻撃指揮装置（英語: sonar fire control system, SFCS）は、対潜兵器を統制するための射撃指揮装置（FCS）。ソナーより得られた各種の諸元を計算し、目標に対して命中弾もしくは至近弾を得るため、ランチャに旋回・俯仰の信号を発信し、ランチャを自動的に追従させる。

## 海上自衛隊

### 来歴
海上自衛隊の創設の呼び水となったくす型護衛艦（タコマ級フリゲート）では、ソナーとしてはQBFまたはQJAを搭載し、対潜兵器の統制のために攻撃対勢盤（attack plotter）Mk.1 mod.5を備えていた。また戦後日本初の国産護衛艦であるはるかぜ型（28DD）では、アメリカ海軍からMk.105 mod.5が導入された。
1954年、技術研究所は、日立製作所に対して「ソーナーおよびソーナーに連動する射撃指揮に関する研究」を委託した。また、海上幕僚監部ではアメリカ軍供与の攻撃指揮盤（attack director）や動揺計算盤などの国産化を計画しており、昭和32年度で同社に対し動揺計算盤の国産化が発注された。同社では、当初は最先端の汎用アナログコンピュータの採用を計画したものの、当時の技術では艦載化に必要な小型軽量化が困難と判断して、レソルバサーボ計算機を採用したシステムを完成させた。一方、同じ頃、技術研究本部第5研究所は日本電気に対してSFCS本体の試作を発注していたが、こちらは性能追求を優先してアナログコンピュータを採用したため、装置があまりに大きくなり、艦載化は困難となってしまった。
当時、域外調達（OSP）によるあきづき型の建造計画が進められており、海上幕僚監部では同型に装備するSFCSの国産化を計画した。当初、発注量のバランスをとるため、SFCS本体は日本電気に、動揺計算盤や潜水艦の魚雷発射指揮装置は日立製作所に分担させる予定だったが、上記のように日本電気によるSFCS開発が行き詰まっていたのに対し、日立製作所は動揺計算盤の国産化を成功させていたことから、SFCSについても同社に担当させることになった。

### SFCS-1
あきづき型ではMk.108「ウェポン・アルファ」 324mm対潜ロケット砲のためにアメリカ製のMk.105 mod.5を導入することになっていたが、これに関連するロイヤルティーがかなりの額になったため、これと「似て非なるもの」としてSFCS-1が開発されることになった。上記の通り、この時点ではアナログコンピュータの艦載化は困難であり、また機械式計算機を使用するMk.105 mod.5との差別化のためにも、サーボ計算機が採用された。400ヘルツ駆動のAC計算機の小型化達成が、SFCS-1開発成功の鍵となった。その後、ソナーの探知距離延伸に伴う改造が施されて、SFCS-1C-1に発展した。
またSFCS-1をもとに弾道計算機能を除去して、ヘッジホッグ対潜迫撃砲と爆雷のみに対応したのがSFCS-1Aである。前期あやなみ型（30DDA）および「はるさめ」（32DDA）に搭載されたのち、こちらもソナーの探知距離延伸に伴う改造が施されて、SFCS-1A-1に発展した。また「あまつかぜ」にはSFCS-1A-2が搭載された。続いて、SFCS-1の弾道計算機能を独立させてウェポン・アルファを統制するSFCS-1Bが開発され、前期いすず型（34DE）に搭載されたのち、こちらもソナーの探知距離延伸に伴う改造が施されて、SFCS-1B-1に発展した。
その後、SFCS-1A-2をもとにボフォース・ロケット・ランチャーに対応し、加速度補正・パターン発射機能を追加して開発されたのがSFCS-1Cであり、きたかみ型（36DE）に搭載された。また前期やまぐも型（37DDK）およびたかつき型（38DDA）では、GFCSと連動してボフォースの弾道計算を実施するSFCS-1C-3が搭載されており、39DDK・DDAでは風向・風速信号の受信を自動化したSFCS-1C-3Aに更新された。
またウェポン・アルファ搭載艦がボフォース・ロケット・ランチャーに換装するのに伴ってSFCSにも変更が加えられており、前期いすず型（34DE）ではSFCS-1C-4、「てるづき」ではSFCS-1C-5、「あきづき」ではSFCS-1C-6に換装された。

### SFCS-2/3/7
やまぐも型（37DDK）・たかつき型（38DDA）では、新世代の長射程対潜兵器としてアスロック・システムが導入されたが、これはFCSとしてアメリカ製のMk.114を含んでおり、ボフォースを管制するSFCS-1C-3と併載された。その後、これを元に弾道計算部をトランジスタ化するとともにボフォースの管制機能も兼ね備えるように国産化したものがSFCS-2で、たかつき型3番艦「もちづき」（40DDA）に搭載された。同型4番艦「ながつき」（41DDA）では、航海計器としてジャイロコンパスMk.19が導入されたことに伴って、SFCS-2からロール・ピッチ検出機能を除去したSFCS-2Aが搭載された。
またあおくも型については、最初の2隻（44・46DDK）はSFCS-2A-2、「ゆうぐも」（49DDK）はSFCS-2B-2を搭載した。これらはいずれも動揺修正機能をハイブリッド化し、対応雷種に73式魚雷Bを追加したものであった。
「みねぐも」（40DDK）では、SFCS-2のボフォース・ロケット・ランチャー系をベースにして、ボフォース・ロケット・ランチャーとともにQH-50 DASHおよび3連装短魚雷発射管の管制に対応したSFCS-3が搭載された。同型2・3番艦（41・42DDK）では、航海計器としてジャイロコンパスMk.19が導入されたことに伴って、SFCS-3からロール・ピッチ検出機能を除去したSFCS-3Aが搭載された。
その後、SFCS-3のボフォース・ロケット弾の弾道計算部をデジタル化したSFCS-7が開発された。これはボフォース・ロケット・ランチャーおよび3連装短魚雷発射管の管制に対応しており、「いしかり」（52DE）およびゆうばり型（54・55DE）に搭載された。

### SFCS-4/6
SFCS-2のアスロック・ランチャー系をベースにして、高精度計算素子を組み込むなどした発展型がSFCS-4で、ちくご型10隻（42～47DE）およびはるな型（43/45DDH）、「たちかぜ」（46DDG）で搭載された。48年度艦（ちくご型11番艦「のしろ」およびたちかぜ型2番艦「あさかぜ」）では、魚雷を73式魚雷に変更したことから、SFCSもSFCS-4Aに変更された。また新しいMk.46魚雷の導入に伴って、昭和63年度ではるな型2隻と「たちかぜ」がSFCS-4-1、また平成7年度で「あさかぜ」がSFCS-4A-1へと改装した。SFCS-3/3Aを搭載していたみねぐも型も、昭和54年度から56年度にかけてDASHを撤去してアスロックランチャーを装備したのに伴って、SFCS-4B/4B-1を搭載した。
そしてしらね型（50・51DDH）では、SFCS-4のアスロック弾道計算部にAN/UYK-20電子計算機を採用してデジタル化したSFCS-6が搭載され、昭和63年度から平成元年度にかけてMk.46魚雷の発射管制機能を付与したSFCS-6-1に改装された。はつゆき型前期型9隻（52～56DD）および「さわかぜ」（53DDG）、「はたかぜ」（56DDG）ではTDSとの連接をインター・コンピュータ化したSFCS-6Aが搭載され、昭和60年度から平成6年度にかけてMk.46魚雷の発射管制機能を付与したSFCS-6A-1に改装された。またはつゆき型後期型3隻（57DD）および「しまかぜ」（58DDG）では、当初からMk.46魚雷の発射管制機能が付与されたSFCS-6Bが搭載された。そしてあさぎり型（58～61DD）では、CDSとのインターフェース機能を追加したSFCS-6Cが搭載された。

### SFCS-8
あぶくま型（61～01DE）では、新規に国内開発されたデジタル型SFCSであるSFCS-8が搭載された。また「かしま」（04TV）では、アスロックのシミュレート発射を可能としたSFCS-8Bが搭載された。

### ASWCSへ
海上自衛隊では、あさぎり型最終艦（61DD）にて、艦のソナー（艦首装備ソナーと曳航ソナー）、ヘリ装備のソナー（ディッピングソナーとソノブイ）の情報を総合する対潜情報処理装置としてOYQ-101 ASWDSを装備化し、他の汎用護衛艦やしらね型（50DDH）にバックフィットされた。
そしてこんごう型（63DDG）では、OYQ-101の機能に加えて、イージスシステムのC&DシステムおよびVLSとの連接、曳航具の管制、そしてSFCSの機能までを包括したOYQ-102が開発されて搭載された。またむらさめ型（03DD）のOYQ-103も、同様にSFCSの機能を包含している。